# اولزا (استان سیلسیان)
اولزا (به لهستانی:  Olza) یک روستا در لهستان است که در گمینا گوژتسه (استان سیلسیان) واقع شده‌است. اولزا ۵٫۶۶ کیلومتر مربع مساحت و ۱٬۶۹۴ نفر جمعیت دارد.